# گرم‌خانه (روستا)
گرم‌خانه (به ترکی آذربایجانی: Gərməxana) یک منطقهٔ مسکونی در جمهوری آذربایجان است که در شهرستان اسماعیل‌لی واقع شده‌است. گرم‌خانه ۰ نفر جمعیت دارد.